# Závislostní syntax
Závislostní neboli dependenční syntax je druh syntaxe (neboli větné stavby), která se zabývá závislostními vztahy mezi výrazy ve větě, resp. souvětí, tedy elementárními syntaktickými jednotkami (větnými členy, případně větami).
Zakladatelem závislostní syntaxe je francouzský lingvista Lucien Tesnière. Do českého prostředí se závislostní syntax dostala skrze práci Vladimíra Šmilauera a je dodnes v české lingvistice považována za standard s velmi širokou aplikací. Základy závislostní syntaxe se vyučují na základních a středních školách. Závislostní syntax je použita pro popis české syntaxe v tzv. akademické Mluvnici češtiny. Na závislostní syntaxi je založen funkční generativní popis vytvořený v 60. letech 20. století Petrem Sgallem, který je v dnešní době uplatňován v (nejen české) komputační a korpusové lingvistice.

## Syntaktické jednotky
Tradiční závislostní syntax rozlišuje dvě úrovně větné skladby: úroveň věty jednoduché (klauze, nebo zkrátka věty) a úroveň souvětí, přičemž souvětí je složeno alespoň ze dvou vět.

### Úroveň věty
Na úrovni věty vstupují do syntaktických vztahů tzv. větné členy, kdy větný člen v mnoha případech odpovídá právě jednomu slovu. Některé slovní druhy (částice, citoslovce, předložky a spojky) nemají větněčlenskou platnost a do závislostních syntaktických vztahů vstupují jen nepřímo či vůbec. Stejně tak jsou ze syntaktických vztahů vyloučeny i jazykové výrazy menší než slovo, tedy morfémy. Vztahy mezi morfémy se zabývá disciplína zvaná morfologie (tvarosloví).

### Úroveň souvětí
Na úrovni souvětí vstupují do syntaktických vztahů věty (klauze).

## Syntaktické vztahy
Mezi vztahy v závislostní syntaxi se řadí tři základní (neodvoditelné, neredukovatelné) a jeden pomocný (odvozený) syntaktický vztah. Základními vztahy jsou (1) řízení (dominace, závislost) či rozvíjení, (2) koordinace, (3) lineární precedence. Odvozený syntaktický vztah lze nazvat tranzitivní řízení.

### Řízení
Vztah řízení je binární, tj. vstupují do něj právě dva větné členy, antisymetrický, tj. jeden člen vztahu je řídící (resp. rozvíjený) a druhý je (pod)řízený či také závislý (resp. rozvíjející), atranzitivní, tj. pokud A řídí B a B řídí C, pak A neřídí C, a ireflexivní, tj. žádný člen nemůže řídit sebe sama. Např. věta Ten strašně hladový vlk rychle sežral červenou karkulku s košíkem je charakterizována následující množinou usouvztažněných dvojic, kdy první člen je vždy člen řídící a druhý je závislý:
- R = {<sežral, vlk>, <sežral, karkulku>, <sežral, rychle>, <vlk, hladový>, <vlk, ten>, <karkulku, červenou>, <karkulku, s košíkem>, <hladový, strašně>}

Pro znázornění závislostních syntaktických vztahů se často používá grafu, tzv. závislostního stromu. Každé dva členy spojené nepřerušovanou čárou jsou ve vztahu řízení, přičemž platí, že vertikálně výše umístěný člen je člen řídící. Svisle vedené přerušované čáry znázorňují projekci větných členů na odpovídající lineárně uspořádaná slova. Závislostní strom je informativnější, než prostá množina vztahů, neboť vyjadřuje také vztah lineární precedence (viz níže).
Jak je patrné, jeden člen může vstupovat do více vztahů současně a to buď tak, že je jak členem řídícím, tak i členem řízeným (vlk, karkulku, hladový) či řídí více než jeden větný člen (sežral, karkulku), nikoliv však tím, že je vícekrát členem řízeným. To znamená, že na každý člen připadá maximálně jeden člen řídící. Nezávislý člen se někdy nazývá kořenový člen stromu, či zkrátka kořen (sežral).
Vztah řízení definuje tzv. syntaktické (skladební) dvojice. Za základní syntaktickou dvojici se považuje dvojice <přísudek, podmět>, která se zpravidla projevuje tzv. gramatickou shodou (viz níže).

### Koordinace
Vztah koordinace je n-ární, symetrický, ireflexivní a tranzitivní. Např. ve větě Vlk sežral karkulku, babičku a myslivce jsou slova karkulku, babičku a myslivce ve vztahu koordinace. Slova ve vztahu koordinace nemají sama o sobě větněčlenskou platnost (ačkoliv se zpravidla vyznačují tím, že by ji měla, kdyby ostatní členy koordinace nebyly přítomny), nýbrž společně tvoří tzv. několikanásobný větný člen, a teprve ten vstupuje do vztahů řízení.

### Precedence
Syntaktický vztah precedence je binární, antisymetrický, ireflexivní a tranzitivní. Určuje lineární pořadí větných členů ve větě. Není odvoditelný z žádného jiného syntaktického vztahu. Např. věta Kolik zubů má vlk? se od věty Kolik má vlk zubů? liší pouze vztahem precedence, jak je znázorněno níže.
Vztah precedence se uplatňuje i na úrovni nižší než větněčlenské. Vstupují do něj např. i slova, která jinak nemají větněčlenskou platnost a de facto i jednotky menší než slovo (morfémy, fonémy).

## Vztahy mezi větami
Vztahy mezi větami, tedy vztahy v rámci souvětí, jsou v podstatě shodné s výše popsanými vztahy větněčlenskými. Věta v souvětí nezávislá se nazývá věta hlavní. Veškeré ostatní věty jsou věty vedlejší. Stejně jako větné členy, i věty mohou stát ve vztahu koordinace, a to jak věty hlavní, tak i věty vedlejší. Věty také vstupují do vztahu precedence a vytvářejí syntaktické skupiny (odvoditelné pomocí tranzitivního řízení, viz níže).

## Syntaktická skupina (složka)
Tzv. syntaktickou skupinu lze definovat, obohatíme-li vztah řízení o vlastnost tranzitivnosti. Vztah "tranzitivní řízení" je tedy binární, antisymetrický, ireflexivní a tranzitivní. To znamená, že pokud A řídí B a B řídí C, pak je A tranzitivně řídí C. Výše uvedenou příkladovou větu lze charakterizovat následující množinou větněčlenských dvojic ve vztahu (tranzitivního) řízení.
- TR = {<sežral, vlk>, <sežral, ten>, <sežral, hladový>, <sežral, strašně>, <sežral, rychle>, <sežral, karkulku>, <sežral, červenou>, <sežral, s košíkem>, <vlk, ten>, <vlk, hladový>, <vlk, strašně>, <karkulku, červenou>, <karkulku, s košíkem>, <hladový, strašně>}

Syntaktická skupina je pak množina aspoň dvou větných členů zahrnující větný člen a všechny větné členy, které tento člen (tranzitivně) řídí. Podle slovního druhu v dané skupině nezávislého větného členu rozlišujeme skupiny nominální (NS), verbální (VS), či adjektivní (AS). Výše uvedená příkladová věta je charakterizována množinou následujících syntaktických skupin:
- S = {{strašně, hladový}AS, {ten, strašně, hladový, vlk}NS, {červenou, karkulku, s košíkem}NS, {strašně, hladový, vlk, sežral, červenou, karkulku, s košíkem}VS}

## Větněčlenské a větné kategorie
Větné členy a věty, tedy jednotky vstupující do syntaktických vztahů, lze rozdělit do kategorií, jež jsou charakterizovány množinou morfosyntaktických a slovnědruhových vlastností.
- Přísudek (predikát) - kořenový člen věty, tedy člen, který není řízen
- Podmět (subjekt) - zpravidla substantivní člen v nominativu řízený přísudkem
- Předmět (objekt) - zpravidla substantivní člen v jiném pádu než nominativu, řízený přísudkem
- Příslovečné určení (adverbiále) - zpravidla příslovečný člen řízený přísudkem
- Přívlastek shodný (atribut kongruentní) - zpravidla adjektivní člen řízený substantivním větným členem
- Přívlastek neshodný (atribut nekongruentní) - jiný než adjektivní větný člen řízený substantivním větným členem

Existují paralelní syntaktické kategorie větné. Tyto jsou vytvořeny na principu analogie a jejich vlastnosti lze často definovat pouze pomocí substituce za příbuznou kategorii větněčlenskou.
- Podmětná vedlejší věta
- Předmětná vedlejší věta
- Příslovečná vedlejší věta
- Přívlastková (vztažná) vedlejší věta
- atd.

## Empirické projevy syntaktických vztahů
Syntaktické vztahy samy o sobě jsou abstraktní, tedy ne přímo pozorovatelné. Projevují se však konkrétními jazykovými jevy, ať už formálními či sémantickými.

### Formální (morfologické) projevy
- Shoda podmětu s přísudkem: Určité sloveso (přísudek) vyjadřuje gramatické kategorie (osobu a číslo, příp. rod) podřízeného členu v nominativu (podmětu).
  - Příklad: <sežralSG.MASK, vlkNOM.SG.MASK> Sloveso sežral vyjadřuje singulár a maskulinum díky vztahu se jménem vlk.

- Shoda adjektiv a jmen: Adjektiva vyjadřují gramatické kategorie (pád, číslo a rod) řídícího členu.
  - Příklady: <vlkNOM.SG.MASK, hladovýNOM.SG.MASK> Přídavné jméno hladový vyjadřuje nominativ, singulár a maskulinum díky vztahu se jménem vlk.

<karkulkuAKU.SG.FEM, červenouAKU.SG.FEM> Přídavné jméno červenou vyjadřuje akuzativ, singulár a femininum díky vztahu se jménem karkulku.

- Rekce: Sloveso určuje pád či předložku nenominativních podřízených členů.
  - Příklad: <sežral, karkulkuAKU> Substantivum karkulku vyjadřuje akuzativ díky vztahu se slovesem sežral.

- Nahrazení zájmenem (pronominalizace): Jakákoliv nominální skupina může být nahrazena osobním zájmenem vyjadřujícím gramatické kategorie (osobu, číslo a rod) nezávislého (kořenového) členu skupiny.
  - Příklad: [NS Ten strašně hladový vlkNOM.SG.MASK] sežral [NS červenou karkulkuAKU.SG.FEM s košíkem]. ≈ OnNOM.SG.MASK sežral jiAKU.SG.FEM.

- Hypotaxe: Realizace vztahu řízení platného mezi větami, kdy věta vedlejší (závislá) je často uvozena některou z tzv. podřadicích spojek.
  - Příklad: <říkal, přijde> ≈ Říkal, že přijde.

- Parataxe: Realizace vztahu koordinace, kdy koordinovaná slova či věty jsou spojeny některou z tzv. souřadicích spojek.
  - Příklad: K = {karkulka, babička} ≈ karkulka a babička

- Slovosled: Vztah precedence určuje lineární pořadí slov ve větě.

### Významové projevy
- Činitel (agens): Nominativní člen podřízený přísudku je často interpretován jako aktivní participant (činitel/agens) akce či události vyjádřené přísudkem.
  - Příklad: <sežral, vlkNOM>: "vlk" je činitelem (agentem) v akci "sežrání"

- Patiens: Akuzativní člen podřízený přísudku je často interpretován jako ovlivněný participant (patiens) akce či události vyjádřené přísudkem.
  - Příklad: <sežral, karkulkuAKU>: "karkulka" je ovlivněným participantem (patientem) v akci "sežrání", tj. je sežrána.

- Modifikace: Členy závislé na nominálních a adjektivních členech zpravidla modifikují, tedy úžeji vymezují referenci členů řídících.
  - Příklad: <vlk, hladový>: Aktivní participant události "vlk" patří nejen do množiny vlků, nýbrž také do množiny hladových entit.

- Determinace: Jiná než osobní zájmena (tj. zájmena neurčitá, ukazovací, přivlastňovací atd.) mohou determinovat (určovat) referenci nominálního členu, který je řídí.
  - Příklad: <vlk, ten>: Aktivní participant události "vlk" je entita známá z předešlého kontextu.